# Victoria Persinger
Victoria Persinger –conocida como Vicky Persinger– (Fairbanks, 1 de junio de 1992) es una deportista estadounidense que compite en curling.
Ganó una medalla de bronce en el Campeonato Pan Continental de Curling Femenino de 2023. Participó en los Juegos Olímpicos de Pekín 2022, ocupando el octavo lugar en la prueba de mixto doble.

## Palmarés internacional
| Campeonato Pan Continental | Campeonato Pan Continental | Campeonato Pan Continental | Campeonato Pan Continental |
| Año                        | Lugar                      | Medalla                    | Prueba                     |
| -------------------------- | -------------------------- | -------------------------- | -------------------------- |
| 2023                       | Kelowna (Canadá)           | Medalla de bronce          | Equipo                     |